# Liste der Abgeordneten zum Vorarlberger Landtag (XXV. Gesetzgebungsperiode)
Diese Liste bietet einen Überblick über die Mitglieder des XXV. Vorarlberger Landtags in der Legislaturperiode von 1989 bis 1994. Dem 25. Vorarlberger Landtag gehörten nach der Landtagswahl 1989 20 Abgeordnete der ÖVP, 8 der SPÖ, 6 der FPÖ und 2 Abgeordnete den Grünen an. Insgesamt wurden als Abgeordnete des Landtags während dessen Legislaturperiode 47 Personen vereidigt (durch Auswechslungen und Nachrücker).
Es bestand eine Regierungskoalition aus ÖVP und FPÖ, die über eine Mehrheit von 26 Abgeordneten verfügte. Zum Landtagspräsidenten wurde in der konstituierenden Sitzung des Landtags am 24. Oktober 1989 der bereits in der vorhergehenden Periode amtierende Bertram Jäger von der ÖVP gewählt.

## Funktionen

### Landtagsabgeordnete
| Name                     | Fraktion     | Anmerkungen |
| ------------------------ | ------------ | --- |
| Aberer Willi             | ÖVP          | ÖVP-Klubobmann bis 16. Mai 1990; Erster Landtagsvizepräsident von 9. Mai 1990 bis 30. Jänner 1991 (Mandatsniederlegung) |
| Amann Fritz              | FPÖ          | ab 17. November 1993 für Landesrat Hubert Gorbach                                                                       |
| Batlogg Helmut           | ÖVP          | |
| Bernhard Franz           | ÖVP          | Erster Landtagsvizepräsident ab 6. März 1991                                                                            |
| Bösch Reinhard Eugen     | FPÖ          | ab 22. November 1989 für Landesrat Hans-Dieter Grabher                                                                  |
| Bösch Walter             | SPÖ          | ab 13. November 1991 für Ernst Winder                                                                                   |
| Dörler Manfred           | ÖVP          | ab 22. November 1989 für Landesrat Herbert Sausgruber                                                                   |
| Falschlunger Karl        | SPÖ          | Zweiter Landtagsvizepräsident bis 17. November 1993; SPÖ-Clubvorsitzender ab 3. November 1993                           |
| Fend Otto                | ÖVP          | |
| Fink Ernst               | ÖVP          | |
| Flinspach Brigitte       | GRÜNE        | |
| Gasser Siegfried         | ÖVP          | |
| Gehrer Elisabeth         | ÖVP          | Erste Landtagsvizepräsidentin bis 9. Mai 1990 (Mandatsniederlegung wegen Berufung als Landesrätin)                      |
| Gorbach Hubert           | FPÖ          | bis 8. Oktober 1993 (Mandatsniederlegung wegen Berufung als Landesrat)                                                  |
| Grabher Hans-Dieter      | FPÖ          | bis 30. Oktober 1989 (Mandatsniederlegung wegen Berufung als Landesrat)                                                 |
| Greber Jakob Franz       | ÖVP          | |
| Halder Gebhard           | ÖVP          | |
| Häfele Arnulf            | SPÖ          | SPÖ-Clubvorsitzender von 9. November 1992 bis 3. November 1993                                                          |
| Holzer Otmar             | ÖVP          | |
| Hörl Christian           | GRÜNE        | ab 14. April 1993 für Jutta Kräutler-Berger                                                                             |
| Hummer Bruno             | FPÖ          | bis 5. Oktober 1992 (Mandatsniederlegung)                                                                               |
| Jäger Bertram            | ÖVP          | Landtagspräsident |
| Keckeis Günther          | SPÖ          | Zweiter Landtagsvizepräsident ab 17. November 1993                                                                      |
| Kornexl Walter           | ÖVP          | |
| Kräutler-Berger Jutta    | GRÜNE        | bis 12. April 1993 (Mandatsniederlegung)                                                                                |
| Lampert Günter           | ÖVP          | |
| Langanger Johanna        | SPÖ          | |
| Lederhos Marion          | ÖVP          | ab 6. März 1991 für Willi Aberer                                                                                        |
| Mader Dietger            | FPÖ          | FPÖ-Klubobmann bis 6. März 1991                                                                                         |
| Mayer Alfred             | ÖVP          | bis 25. Oktober 1989 (Mandatsniederlegung wegen Berufung als Landesrat)                                                 |
| Mayer Elmar              | SPÖ          | SPÖ-Clubvorsitzender bis 9. November 1992                                                                               |
| Neyer Siegfried          | FPÖ          | ab 7. Oktober 1992 für Bruno Hummer                                                                                     |
| Nosko Gerald             | ÖVP          | |
| Pröckl Wilhelm           | SPÖ          | bis 9. Mai 1994 |
| Purtscher Martin         | ÖVP          | zugleich auch Landeshauptmann                                                                                           |
| Riedmann Alwin           | SPÖ          | |
| Salzgeber Elfriede       | ÖVP          | ab 22. November 1989 für Landesrat Anton Türtscher                                                                      |
| Sausgruber Herbert       | ÖVP          | bis 25. Oktober 1989 (Mandatsniederlegung wegen Berufung als Landesrat)                                                 |
| Schröckenfuchs Gottfried | ÖVP          | ab 6. Juni 1990 für Landesrätin Elisabeth Gehrer                                                                        |
| Stadler Johann Ewald     | FPÖ          | FPÖ-Klubobmann ab 6. März 1991                                                                                          |
| Stemer Siegmund          | ÖVP          | ab 22. November 1989 für Landesrat Alfred Mayer; ÖVP-Klubobmann ab 16. Mai 1990                                         |
| Strohmaier Werner        | FPÖ          | |
| Türtscher Anton          | ÖVP          | bis 25. Oktober 1989 (Mandatsniederlegung wegen Berufung als Landesrat)                                                 |
| Vallaster Manfred        | ÖVP          | |
| Werber Christine         | ÖVP          | |
| Winder Ernst             | Fraktionslos | zuvor Abgeordneter der SPÖ; bis 10. Oktober 1991 (Mandatsniederlegung)                                                  |
| Zimmermann Helmut        | SPÖ          | ab 8. Juni 1994 für Wilhelm Pröckl                                                                                      |